# Ptilinopus granulifrons
El tilopo carunculado (Ptilinopus granulifrons) es una especie de ave columbiforme de la familia Columbidae.

## Distribución geográfica
Es endémica de las selvas de la isla Obi, en las islas Obi, Molucas septentrionales (Indonesia).

## Estado de conservación
Está amenazada por la pérdida de hábitat.